# Hanny Saputra
Hanny R. Saputra (ur. 11 maja 1965 w Salatidze) – indonezyjski reżyser filmowy. Jego film Di Bawah Lindungan Ka'bah został zgłoszony do rywalizacji o Oscara w kategorii filmu nieanglojęzycznego.

## Filmografia
- 2004: Virgin
- 2005: Mirror
- 2006: Heart
- 2007: Love is Cinta
- 2010: Sst... Jadikan Aku Simpanan (Sst... Make Me Your Mistress)
- 2010: Sweetheart
- 2011: Love Story
- 2011: Milli & Nathan
- 2011: Di Bawah Lindungan Ka'bah (Under the Protection of Ka'Bah)
- 2014: 12 Menit Kemenangan Untuk selamanya